# Tetrabromur de carboni
El tetrabromur de carboni o tetrabromometà, és un compost orgànic, de la classe dels haloalcans, la qual fórmula és CBr4. S'empra com a dissolvent de greixos, ceres i olis.

## Preparació
El tetrabromometà es pot obtenir per bromació del metà. Els subproductes inclouen altres metans bromats (bromometà, dibromometà i bromoform o tribromometà) i bromur d'hidrogen. Aquest procés és anàleg a la cloració del metà: 
Br2 + hν → 2 Br·;
Br· + CH4 → ·CH3 + HBr.
·CH3 + Br2 → CH3Br + Br·.
CH3Br + Br· → ·CH2Br + HBr,
·CH2Br + Br2 → CH2Br2 + Br·,
CH2Br2 + Br· → ·CHBr2 + HBr,
·CHBr2 + Br2 → CHBr3 + Br·,
CHBr3 + Br· → ·CBr3 + HBr,
·CBr3 + Br2 → CBr4 + Br·
L'intercanvi d'halògens de tetraclorur de carboni amb bromur d'alumini dona rendiments més alts amb clorur d'alumini com a subproducte:
{\displaystyle {\ce {4 AlBr3 + 3 CCl4 -> 4 AlCl3 + 3 CBr4}}}

## Propietats físiques
El tetrabromoetà té dos polimorfs: cristal·lí II o β per sota de 46,9 °C (320,0 K) i cristal·lí I o α per sobre de 46,9 °C. L'energia d'enllaç de C-Br és de 235 kJ·mol-1. A causa de la seva estructura tetraèdrica substituïda simètricament, el seu moment dipolar és 0 debye. La temperatura crítica és de 439 °C (712 K) i la pressió crítica és de 4,26 MPa. És significativament menys estable que els trihalometans més lleugers. Es fa per bromació de metà amb HBr o Br2. També es pot preparar mitjançant una reacció més econòmica de tetraclorometà amb bromur d'alumini a 100 °C.

La fase α d'alta temperatura es coneix com a fase de cristall plàstic. A grans trets, els CBr4 estan situats a les cantonades de la cel·la unitat cúbica així com als centres de les seves cares en una disposició fcc. Antigament, es pensava que les molècules podien girar més o menys lliurement (una 'fase de rotor'), de manera que en una mitjana de temps semblarien esferes. Els treballs recents han demostrat, però, que les molècules estan restringides a només 6 orientacions possibles (defecte de Frenkel). A més, no poden prendre aquestes orientacions de manera totalment independent les unes de les altres perquè, en alguns casos, els àtoms de brom de les molècules veïnes s'apunten entre si i condueixen a distàncies impossiblement curtes. Això descarta certes combinacions d'orientació quan es consideren dues molècules veïnes. Fins i tot per a la resta de combinacions es produeixen canvis de desplaçament que s'acomoden millor a les distàncies veí a veí. La combinació del defecte de Frenkel censurat i el defecte displaciu implica una quantitat considerable de defecte dins del cristall que condueix a làmines altament estructurades d'intensitat dispersa difusa en la difracció de raigs X. De fet, és l'estructura en la intensitat difusa la que proporciona la informació sobre els detalls de l'estructura.

### Reactiu químic
En combinació amb el trifenilfosfà s'utilitza CBr4 en la reacció d'Appel, que converteix els alcohols en bromurs d'alquil.
De la mateixa manera el CBr4 s'utilitza en combinació amb trifenilfosfà en el primer pas de la reacció de Corey-Fuchs, que converteix els aldehids en alquins terminals.

### Altres aplicacions
S'utilitza com a dissolvent per a greixos, ceres i olis, en la indústria del plàstic i del cautxú per a bufat i vulcanització, a més per a la polimerització, com a sedant i com a intermedi en la fabricació de productes agroquímics. A causa de la seva no inflamabilitat, s'utilitza com a ingredient en productes químics resistents al foc. També s'utilitza per separar minerals per la seva alta densitat.